# Krăn, Stara Zagora
Krăn (în bulgară Крън) este un sat în comuna Kazanlăk, regiunea Stara Zagora,  Bulgaria. 

## Demografie
Componența etnică a satului Krăn
     Bulgari (70,8%)
     Turci (10,53%)
     Romi (2,46%)
     Nicio identificare (13,33%)
     Altele (2,85%)
La recensământul din 2011, populația satului Krăn era de 3.322 locuitori. Din punct de vedere etnic, majoritatea locuitorilor (70,8%) erau bulgari, existând și minorități de turci (10,53%) și romi (2,46%). Pentru 13,33% din locuitori nu este cunoscută apartenența etnică.